# Бобков, Валерий Валерьевич
Валерий Валерьевич Бобков (эст. Valeri Bobkov; 24 июня 1989, Кохтла-Ярве, Эстонская ССР, СССР) — эстонский и российский хоккеист, центральный нападающий.

## Карьера
Воспитанник хоккейной школы г. Кохтла-Ярве. С 2005 по 2007 гг. выступал за юношескую, молодёжную и вторую команду московского "ЦСКА". Затем он уехал в Белоруссию. Несколько лет находился в системе хоккейного клуба "Гомель". В течение нескольких лет Бобков выступал за ряд команд Белорусской экстралиги.
В 2012—2013 гг. нападающий играл в харьковском "Динамо" в украинской ПХЛ.
В 2013 году игрок заключил контракт с таллинским "Викинг спортом". Дебютировал за него Бобков в первом раунде Континентального кубка.
В этом же году хоккеисту удалось получить эстонское гражданство, после чего он получил возможность выступать за национальную сборную. Дебютировал за неё Бобков в 2014 году на чемпионате мира во Втором дивизионе в Сербии.

## Тренерская карьера
В 2014 году Валерий закончил профессиональную карьеру, и начал тренерскую деятельность. в хоккейной школе Dream Team. В первый же сезон Валерий  провел подготовительные сборы в составе тренеров Dream Team и был помощником хоккейного специалиста Шонна Скинера.

## Достижения
- Обладатель Континентального кубка ИИХФ 2011 года.